# Ofensywny błąd 3 sekund (NBA)
Ten artykuł opisuje zagadnienie koszykarskie zgodne z normami NBA.
Zasady w ligach FIBA, NCAA lub innych mogą różnić się od tutaj przedstawionych.

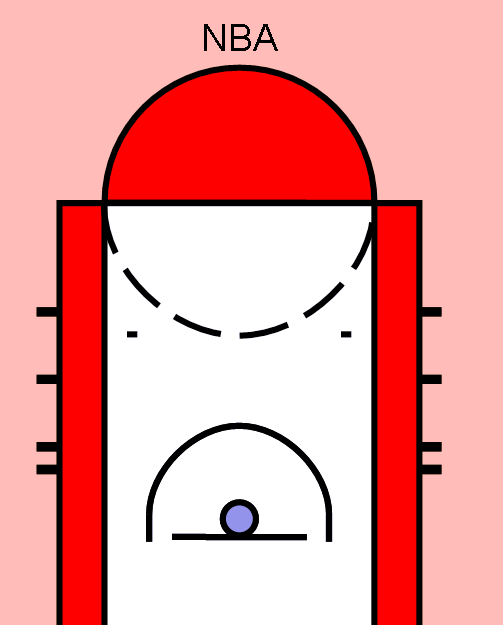
Obszar podkoszowy.

Ofensywny błąd 3 sekund – w koszykówce NBA jest błędem popełnianym przez drużynę atakującą, poprzez przebywanie zawodnika ataku w obszarze podkoszowym („pas rzutów wolnych”) przez 3 sekundy. Jako obszar podkoszowy rozumiana jest przestrzeń będąca fragmentem pasa rzutów wolnych pomiędzy wyimaginowanym przedłużeniem linii rzutów wolnych a linią końcową boiska.
Dozwolone jest przebywanie gracza drużyny ataku w tym obszarze, który przebywając w nim mniej niż 3 sekundy, jest w sytuacji rzutu do kosza w końcówce trzeciej sekundy. Gdy ruch ciągły w kierunku kosza jest kontynuowany, odliczanie 3 sekund ustaje, a gdy zostaje przerwany - jest kontynuowane.
Odliczanie 3 sekund może rozpocząć się, dopiero gdy piłka znajdzie się w kontroli drużyny atakującej na polu ataku.
Karą za popełnienie ofensywnego błędu 3 sekund jest wprowadzenie piłki do gry przez drużynę przeciwną, z linii autu na wysokości wyimaginowanego przedłużenia linii rzutów wolnych.